# 러시아 수사위원회

러시아 연방수사위원회는 러시아의 중요범죄 수사기구로서, "러시아판 FBI"라고 불린다.
2011년 설립되었다. 군수사기관을 제외하고 19,000명 규모이며, 기소권은 없고 수사권만 있다. 이전에는 검찰총장 산하 수사위원회였으나, 이번에 검찰청과 별도로 독립해 대통령 직속기관으로 격상시켰다. 부위원장이 군수사기관장을 겸임한다. 군수사요원은 2천명이다.
2012년 메드베데프 대통령은 연방수사위원회 안에 연방반부패위원회를 설립할 것을 논의했다.